# Lingua italiana in Argentina
La lingua italiana in Argentina ha sempre avuto nel Paese un ruolo particolare, dato che l'Argentina per decenni fu la meta di emigrazione italiana per eccellenza.

## Storia
Dal XVI al XVIII secolo la dominazione spagnola in Argentina proibì lo stanziamento di stranieri nei suoi territori. Nel 1816, in seguito all'indipendenza, questa proibizione venne cancellata ma l'immigrazione fu molto scarsa a causa del regime anarchico e della dittatura xenofoba di De Rosas, dal 1835 al 1852. Fecero eccezione solo poche persone come i religiosi desiderosi di propagare la propria fede o gli intellettuali che, dopo il fallimento dei moti rivoluzionari italiani, provarono a proporre i propri ideali politici in una nuova terra. Solo a partire dal 1853, con la sanzione della Costituzione ancora in vigore, ci fu un significativo fenomeno di emigrazione, che divenne di massa (la cosiddetta “inmigración aluvión”) dopo il 1876, grazie alla legge di colonizzazione e agricoltura.
La lingua italiana in Argentina ha conosciuto una notevole diffusione negli ultimi decenni soprattutto grazie a quei discendenti di emigrati italiani che sentono un forte desiderio di riscoperta delle proprie origini e a quelli che sperano di trovare in Italia condizioni economiche migliori.

## Emigrazione italiana in Argentina
Già a partire dall'inizio del Seicento cominciavano ad emigrare i primi italiani in Argentina: nel 1607 tra i 600 abitanti di Buenos Aires furono censiti più di 50 italiani, provenienti principalmente da Genova e Venezia (erano naviganti, commercianti ed esploratori). Due secoli più tardi nella stessa città i nativi italiani censiti arrivarono a 96, di cui 54 genovesi e i restanti provenienti dal Piemonte, dal Regno di Napoli, da Roma, da Venezia, dall'Emilia-Romagna e dalla Sicilia. A partire dal 1870, cominciò la vera e propria emigrazione di massa, che si divide principalmente in due ondate: la prima, tra la fine dell'Ottocento e gli inizi del Novecento, e la seconda, a partire dalla fine della seconda guerra mondiale. I flussi migratori raggiunsero il loro picco durante la prima ondata migratoria, con persone provenienti perlopiù dal nord Italia (piemontesi, liguri, lombardi, veneti e friulani); diminuirono nel periodo tra le due guerre per poi aumentare nuovamente tra il 1945 e il 1990 (anche se il numero dei rientrati superava i 511.641 espatriati) grazie a molti emigrati meridionali (campani, siciliani, calabresi, abruzzesi e molisani). In totale risale a circa 3.000.000 il numero di espatri in Argentina.
Il motivo principale per cui si scelse l'Argentina era il bisogno di forza lavoro, sia nei grandi territori da colonizzare che nei centri urbani, dove molti italiani riuscirono a diventare veri e propri imprenditori.
Secondo il rapporto della Fondazione Migrantes sugli italiani nel mondo nel 2010, su 4.028.370 di italiani residenti all'estero, 627.460 si trovavano in Argentina: è il Paese con il più alto numero di italiani. L'affidabilità dei suddetti dati non è però certa, poiché iscriversi all'anagrafe degli italiani residenti all'estero è facoltativo.

## Contatto linguistico
Nonostante l'altissimo numero di italofoni in Argentina, l'italiano non ha mai prevalso sullo spagnolo. Quel che accade nella “protoimmigrazione” fu un contatto tra spagnolo, italiano standard e sue varietà dialettali e gerghi favorito sia da fattori linguistici (gli italiani che giungono in territorio argentino in questo periodo sono poco colti e ciascuno è portatore del proprio dialetto) che da fattori extra-linguistici (come l'alto tasso di urbanizzazione e la proliferazione di case popolari, dette conventillos). 
Si originano forme di “contaminatio linguistica”, veri e propri miscugli come il cocoliche (lingua mista di transizione che coinvolge tutti i livelli creando un impasto incomprensibile) e linguaggi gergali ricchi di termini presi da altre lingue, tra cui gli italianismi, come il lunfardo (gergo dei bassi ceti, basato su prestiti lessicali, che permane tutt'oggi, seppure con un uso molto più marginale e ridotto, anche nel vocabolario, rispetto a epoche passate, come una lingua gergale rioplatense non più collegata alla malavita). Diversamente da quel che accade nelle colonie linguistiche del Brasile, in cui si conserva il dialetto noto come “taliàn”, queste forme ibride tendono a scomparire nelle generazioni successive o a permanere soltanto in certi generi letterari specifici.
Fanno eccezione poche colonie linguistiche, in cui la lingua madre si conserva fino alle terze generazioni. Ne sono esempi la colonia di Aldea Romana, nel partido di Bahia Blanca, e quella di Caroya, nella provincia di Cordoba. In entrambi i casi fattori come l'isolamento della vita rurale e la provenienza dalla stessa zona d'Italia favoriscono il mantenimento della lingua e cultura d'origine. È una resistenza al cambiamento che, insieme allo scarso livello di istruzione, si proietta anche sulle successive generazioni in cui le tradizioni restano vive, il lavoro resta quello dei campi e l'educazione quella di livello primario.
Vi sono anche molti argentini della zona compresa tra le province di Cordoba e Santa Fè, discendenti di piemontesi, emigrati prima del 1930, che hanno tramandato il dialetto piemontese, rinsaldando negli ultimi decenni, anche attraverso diversi gemellaggi, i contatti con l'area di origine.

### Mutamenti linguistici
Negli anni ottanta L. H. Correa, dell'Università di La Plata, parla di una “contaminatio linguistica” in cui, tra i cambiamenti avvenuti nella lingua madre degli emigrati, risultano prestiti linguistici e mutamenti fonetici, morfologici e semantici.
Mutamenti fonetici:
- spostamenti di accento (parole piane di uso ridotto in italiano - come “autopsìa" - diventano sdrucciole come avviene nei rispettivi vocaboli castigliani; viceversa, parole sdrucciole in italiano - come “ateo” - vengono pronunciate come piane, secondo il modello castigliano);
- diversa pronuncia del fonema /r/ (in vocaboli come “Roma”, “riso”, “ridere”, ecc., si pronuncia come se fosse una doppia “rr” spagnola);
- dissimilazione consonantica (“alunno”, “attore” diventano alumno, actor, secondo l'uso castigliano);
- assimilazione fonetica dei fonemi /b/ e /v/ italiani (la /v/ in parole come “vaso”, “veloce”, “volubile”, viene pronunciata in un'articolazione intermedia tra /b/ e /v/ ; in spagnolo alle lettere b e v dell'ortografia tradizionale corrisponde lo stesso valore fonetico).

Prestiti linguistici:
- asado per dire "cena a base di carne grigliata"[19];
- casaquinta per dire "casa in campagna" (nello spagnolo d'Argentina questa parola indica una casa grande con giardino situata comunemente fuori città o in campagna;[20] in Spagna questo termine non viene usato, deriva dall'unione di casa e quinta, casa di campagna);
- interventore (traduzione del castigliano interventor[21]) per indicare una persona incaricata di controllare e risolvere determinate operazioni commerciali o di vigilare durante le elezioni.

Mutamenti morfologici:
- tiraggio del giornale invece di "tiratura" (deriva dal castigliano tiraje[22]);
- accusazione invece di "accusa" (dal castigliano acusaciòn; lo stesso accade per pronunciazione, da pronunciación);
- lodabile invece di "lodevole" (dal castigliano loable; lo stesso accade per molti altri aggettivi che terminano in -vole).

Mutamenti semantici:
- annegata invece di "allagata" (dal castigliano anegada, che vuol dire allagata, inondata, riferito a una terra);
- chiosco inteso come "tabaccheria" (piuttosto che piccola costruzione all'aperto). Questo uso è quello ufficiale nell'italiano della Svizzera. In Argentina è dovuto all'influsso dello spagnolo, in Svizzera del tedesco (quiosco e kiosk).

Tra tutti questi mutamenti sono assenti i neologismi nell'italiano degli emigrati. Questi ultimi, infatti, non conoscono i cambiamenti sociali e storici che avvengono in Italia.

### Un modello di apprendimento
In un contesto di contatto tra due o più idiomi si va incontro sia all'apprendimento della nuova lingua sia al mutamento o perdita della lingua madre. V. Lo Cascio, analizzando le quattro fasi dell'iter linguistico dell'emigrato (partenza, primi anni di soggiorno nel paese ospite, anni di assestamento, anni di crisi), propone un modello di apprendimento della nuova lingua (L2) e mantenimento/perdita della lingua madre (L1) che tiene conto dell'alta somiglianza delle due lingue a contatto.
1. Al momento della partenza gli italiani emigrati all'estero durante la prima ondata sono scarsamente alfabetizzati e portatori di diversi dialetti.
2. Arrivati nel paese ospite hanno bisogno di trovare un lavoro e di instaurare delle relazioni; sentono la necessità e l'urgenza di imparare la nuova lingua. È un apprendimento che avviene in modo casuale e spontaneo (nella vita quotidiana e nel lavoro) e gli adulti fanno più fatica rispetto ai giovani: questi ultimi si trovano più a loro agio nelle situazioni comunicative e non si lasciano condizionare dal loro ruolo sociale. Gli emigrati adulti, inoltre, avendo cristallizzato il sistema linguistico della lingua madre, ricorrono spesso alle strutture e regole della L1 per apprendere la L2 dando vita a fenomeni di transfer, molto frequenti nel caso di due lingue simili. Tendono ad unificare il più possibile le conoscenze linguistiche delle due lingue in un unico sistema linguistico tenendo a mente che esistono delle “regole universali”, che valgono per tutte le lingue, delle “regole comuni”, simili nella L1 e nella L2, e delle “regole specifiche”, che riguardano le singole lingue. Secondo tale modello, se non si conoscono perfettamente le regole specifiche della L2 si mutuano quelle della L1 facendo deduzioni errate e attribuendo alle regole comuni strutture che invece non vi appartengono. Questi errori rischiano di cristallizzarsi in un apprendimento disordinato e privo di modelli scolastici (come quello degli emigrati). Col tempo il rapporto con il nuovo sistema linguistico si fa più complesso e articolato e si raggiunge il cosiddetto “livello soglia”[24]: una semplificazione della L2, un interlinguaggio con struttura e regole proprie.
3. Nella vita lavorativa (nella maggior parte dei casi diversa da quella originale), gli emigrati acquisiscono termini specifici che non hanno corrispondenze nella L1; col tempo cominciano a dimenticare anche i termini conosciuti della L1 e li sostituiscono con quelli della L2. In questo modo la lingua madre diviene un ibrido e si forma una koinè di lingue che possono essere usate solo nella comunicazione con gli altri emigrati. L'aumento dell'uso della L2 diventa inversamente proporzionale al mantenimento della L1: più tempo si passa nel paese ospite più questa si indebolisce e si presta a continue modifiche (es. cantina invece di “bar”, salire invece di “partire”). Una volta consolidata la posizione sociale, gli emigrati non hanno più motivo di sforzarsi ad esprimersi accettabilmente; hanno già fatto troppi sforzi in passato ed ora si ritrovano stanchi e svogliati. Così facendo bloccano il miglioramento della L2 da una parte, e limitano la capacità di produzione della L1 dall'altra.
4. Mentre loro dimenticano pian piano la propria lingua madre, i figli la percepiscono come una lingua straniera poiché la loro lingua madre è quella del paese ospite. Per non essere etichettati come gringos (diversi) preferiscono parlare spagnolo tra loro e con i coetanei; per una questione di prestigio, si integrano perfettamente nella nuova società, spesso rinnegando le proprie origini. Parlano poco con i propri genitori perché questi ultimi non riescono ad esprimersi né con una né con l'altra lingua: cominciano a risentire sia delle lacune dell'apprendimento caotico della L2 che dell'indebolimento della L1. Per questo i primi emigrati entrano in un periodo di crisi da cui è difficile uscire.

## Diffusione della lingua e cultura italiana

### Insegnamento
Diversamente dal lungo periodo che va dal 1871 al 1951, ultimamente sono frequenti i viaggi temporanei: “viaggi della memoria” volti alla riscoperta delle radici della propria famiglia, sia dall'Italia che verso l'Italia. Le esigenze linguistiche delle generazioni dei migranti sono cambiate durante questo lungo arco di tempo: si passa da un interesse nullo per l'apprendimento dell'italiano, da parte delle comunità dialettofone della prima ondata migratoria, al rinnegare la lingua d'origine, da parte delle seconde e terze generazioni che vogliono integrarsi nel paese ospite, fino alla riscoperta della nostra lingua e cultura, da parte degli ultimi discendenti.
Infatti, secondo l'indagine Italiani nel Mondo del 2010, i principali motivi che fanno dell'italiano la seconda lingua straniera (dopo l'inglese) più studiata in Argentina sono quelli personali e familiari. Per valutare le motivazioni che spingono ad apprendere la nostra lingua, i responsabili dell'indagine hanno proposto un questionario in cui ordinare quattro fattori in ordine di importanza: “tempo libero e interessi vari”, “motivi personali e familiari”, “lavoro” e “studio”; per ciascuno di essi c'è un ventaglio di opzioni più specifiche. Secondo i risultati pervenuti dagli IIC, l'America Latina privilegia i “motivi personali e familiari” (secondo il 37% degli Istituti) senza trascurare lo “studio” e “tempo libero e interessi vari” (per il 27%); è molto calato il “lavoro” (solo per il 9%). In particolare in Argentina, tra le opzioni specifiche del fattore dominante, prevale la “volontà di ricongiungersi con i familiari in Italia”, alla pari con “famiglia di origine italiana” e più del “partner italiano”.
Per soddisfare la richiesta crescente di una formazione linguistica italiana sia degli oriundi che di tutti quegli stranieri attratti dalla nostra lingua, sono aumentati i corsi di lingua e cultura italiana in America Latina: si è passati dai circa 900 corsi nel 2000 ai 1.766  nel 2010. 
Oltre agli IIC di Cordoba e Buenos Aires, in Argentina sono presenti 125 comitati Dante Alighieri.
Nonostante l'aumento di corsi e di studenti di italiano, si sente ancora oggi la necessità di migliorare la qualità didattica: contrariamente a quanto accade nel resto del mondo, in America Latina c'è una buona percentuale di docenti non laureati (24%).
Tutto ciò accade perché ancora si sentono le conseguenze di una storia molto travagliata dell'insegnamento dell'italiano nelle scuole argentine. 
Infatti, i primi settori in cui si diffonde la nostra lingua non sono quelli scolastici, bensì l'uso quotidiano, il teatro e la stampa.
Alla fine degli anni ottanta, la scarsa diffusione dell'italiano a scuola è dovuta sia alla mancanza di interesse da parte degli studenti (preferiscono le altre lingue straniere in quanto offrono maggiori opportunità di lavoro) sia alla mancanza di insegnanti e alla scarsa preparazione dei pochi che ci sono: volendo fare una stima approssimativa del corpo docente argentino di quegli anni, circa il 70% conosce solo i rudimenti della lingua e cultura italiana. La principale causa di questa mancanza di competenze è la decadenza dell'insegnamento dell'italiano nelle scuole medie argentine, dovuta sia agli scarsi interventi dello Stato italiano che all'ostilità di quello argentino.
Per molto tempo, gli emigrati hanno fanno riferimento a istituzioni di stampo religioso (come la Scuola dei Salesiani che, a partire dal 1875, offre corsi di formazione professionale sia in spagnolo che in italiano), ad associazioni create dalle comunità italiane o a società come la Dante Alighieri.
Nella scuola elementare, di fronte ad una grande massa di emigrati analfabeti, il governo argentino ha potenziato la diffusione della scolarizzazione obbligatoria in spagnolo nel 1884; l'insegnamento dell'italiano, ad eccezione di poche scuole, non è previsto nell'ordinamento della scuola pubblica argentina. Le uniche scuole dove si insegna la nostra lingua sono quelle nate nelle collettività italiane, purtroppo travagliate dal conflitto tra due leggi: jus sanguinis e jus soli. 
Nel 1900, su richiesta del comitato di Buenos Aires della Dante Alighieri, viene introdotto l'italiano nella scuola secondaria; nel 1915 viene soppresso per poi essere ristabilito due anni dopo fino al 1941, anno in cui diviene facoltativo. 
Uno dei primi interventi dello Stato italiano è la legge 153/1971 che promuove corsi di lingua e cultura italiana all'estero per gli emigranti e le loro famiglie; alla fine degli anni ottanta molti corsi vengono affidati ad enti privati locali chiamati “Enti Gestori”: si tratta di corsi inseriti nell'orario sia scolastico che extra-scolastico (per gli adulti), tenuti anche da insegnanti provenienti dall'Italia. 
Questi interventi non bastano ai moltissimi discendenti degli emigrati italiani in Argentina che desiderano mantenere rapporti col loro paese d'origine; per questo nel 1984, grazie al deputato Vanossi, viene approvata la mozione secondo cui l'insegnamento dell'italiano viene equiparato al francese e all'inglese ma sarà messa in atto solo quattro anni dopo.

### L'indagine di ITALS
Per fotografare le realtà degli insegnanti di italiano in Argentina, la loro attenzione alle motivazioni degli studenti, il modo in cui reagiscono all'errore, la logica di scelta dei manuali, ecc., alcuni responsabili del laboratorio ITALS del dipartimento di Scienze del Linguaggio dell'Università Cà Foscari di Venezia effettuano un'indagine nel 2002: è un'analisi qualitativa più che quantitativa che vuole migliorare i percorsi di formazione dei docenti offerti dal laboratorio ITALS. Dai risultati pervenuti si riscontra un quadro abbastanza complesso nel contesto argentino.
- Aspetti glottodidattici

L'approccio più utilizzato è sicuramente quello comunicativo ma si ha difficoltà a metterlo in pratica nella realtà scolastica, a causa sia delle classi numerose che dei molti insegnanti ancora legati alle certezze dei metodi tradizionali. Da una parte molti insegnanti ritengono che l'approccio comunicativo favorisca lo sviluppo processuale delle competenze degli studenti, dall'altra molti utilizzano criteri di stampo audio-orale (basati su strumenti audiovisivi, dialoghi, drammatizzazioni, ecc., che fanno riferimento alle strutture più utilizzate nella lingua da apprendere) per controllare maggiormente la produzione dell'allievo.
Una caratteristica che li accomuna è la loro affettività nei confronti degli allievi: si comportano come fratelli o sorelle maggiori.
Oltre all'attenzione affettiva emerge anche quella sui bisogni e sugli interessi degli alunni, a differenza degli anni passati in cui il programma seguiva linee prestabilite.
Nel momento in cui si verifica un errore si cerca di correggerlo subito, per evitare che si cristallizzi; si è molto attenti alla grammatica insegnata sia in modo esplicito (spiegandola nei suoi particolari e proponendo esercizi strutturali) che implicito (è lo studente ad ipotizzare le regole grammaticali a partire da un lavoro di gruppo coordinato dall'insegnante). L'errore diventa il punto di partenza per successivi apprendimenti.
Dal punto di vista culturale si cerca di superare gli stereotipi legati all'Italia (come quello sul cibo) focalizzando l'attenzione su determinati periodi storici e autori letterari (nei corsi specialistici), sulla letteratura (sempre più sfruttata nelle scuole medie) e su brani di autori contemporanei (nei corsi di livello intermedio).
- Aspetti metodologici

In classe si adopera quasi sempre la lingua italiana, ad eccezione dei casi in cui gli studenti riscontrano gravi difficoltà.
Sull’ascolto gli insegnanti seguono metodi diversi: alcuni utilizzano cassette, registrazioni dalla televisione, spezzoni di film che presentano l'italiano parlato reale (gli studenti devono inizialmente ascoltare con attenzione per identificare le idee principali e, in seguito, costruire un testo); altri, più fedeli a metodi tradizionali, propongono una semplice ripetizione di battute ascoltate o una lettura dei dialoghi sul libro di testo contemporanea all'ascolto.
Per la lettura molti docenti attingono al libro di testo ma non mancano coloro i quali utilizzano materiali autentici (articoli di giornale, riviste, ecc.) al fine di rivelare allo studente il variegato uso di stili e registri della lingua italiana corrente. La lettura è ritenuta di notevole importanza perché conduce alla costruzione della scrittura e arricchisce il lessico degli studenti (spesso gli insegnanti partono da un testo e ne ricavano esercizi semantici, sinonimi e contrari, modi di dire, ecc.).
Riguardo alla produzione, coerentemente con l'approccio comunicativo, si ritiene più importante quella parlata rispetto a quella scritta. Prevale nei livelli avanzati dove gli studenti sono invitati a discutere, individualmente o in gruppo, di un argomento a partire da schemi, lucidi o altro materiale. Si tratta di un parlato non spontaneo che si prepone di migliorare le competenze relative all'organizzazione testuale, alla coesione del discorso, agli aspetti fonologici, lessicali e semantici. Tutt'altra cosa  è il parlato dialogico: essendo spontaneo è molto più complicato. Per questo la maggior parte degli insegnanti in Argentina tende a controllarlo e a guidarlo a partire dal testo. Non mancano quelli che preferiscono lasciare più spazio agli studenti; questi utilizzano materiale autentico e privilegiano il flusso del discorso rispetto alla correttezza delle singole strutture.
Anche nella scrittura è presente questa eterogeneità: da una parte ci sono docenti che seguono un approccio strutturale (propongono costruzioni di frasi seguendo il libro di testo), dall'altra ci sono quelli per cui la scrittura assume il ruolo di processo cognitivo (danno un input orale, scritto o grafico sul quale scrivere: dalla scaletta, alla stesura provvisoria fino alla stesura definitiva).
Infine il riassunto: è poco diffuso a livello intermedio ma più esteso a livello avanzato, dove viene proposto sia a partire da un testo prestabilito che come attività spontanea.